# تاوسرت
شهبانو تاوسرت یا توسرت واپسین پادشاه شناخته شده و فرعون دودمان نوزدهم مصر بود. از او در نوشته‌های مان‌تو به صورت توریس، که در هومر پولیبوس نامیده شده، همسر آلکاندرا، و آنکه در زمانش تروا فتح شد، یاد شده‌است. باور بر این بود که او برای هفت سال بر مصر فرمانروایی کرد، ولی این زمان شامل نزدیک به شش سالی که سیپتاه فرمانروایی می‌کرد را نیز در بر می‌گیرد. تاوسرت این دوره زمانی را به خود نسبت داد. اگرچه فرمانروایی مطلق او تنها یک یا یک و نیم سال کامل از ۱۱۹۱ تا ۱۱۸۹ طول کشید، به نظر می‌رسد که این عدد امروزه به صورت ۲ سال تمام پذیرفتنی‌تر است. یافته‌های بدست آمده از کاوش نشان می‌دهند که آرامگاه او در گورنا در زمان فرمانروایی خودش تکمیل شده‌است که نشان می‌دهد دوره پادشاهی او طولی ۹ ساله داشته که نزدیک ۲ سال آن به صورت مستقل و یکتا سپری شده‌است. نام پادشاهی او، سیتره مری‌آمون به معنای «دختر رع، آنکه آمون دوستدارش است» می‌باشد.

## خاندان
گمان می‌رود که تاوسرت دختر مرنپتاه، به احتمالی دختر تاخات، بوده باشد؛ در این صورت او خواهر آمنمسس بوده‌است. احتمال دارد که او دومین همسر شاهانه فرعون ستی دوم بوده. نام هیچ فرزند شناخته‌شده‌ای از تاوسرت و ستی دوم در دسترس نیست، مگر آنکه آرامگاه کی‌وی۵۶ گور دخترشان بوده باشد.